# Cima del Bonom
La Cima del Bonom (sima dël Bonòm in piemontese) è una vetta delle Alpi Biellesi alta 1.877 m s.l.m. Si trova in provincia di Biella lungo lo spartiacque tra la Valle Sessera e la Valle Cervo. Sul punto culminante convergevano i confini comunali di Campiglia Cervo, Quittengo (oggi frazione di Campiglia Cervo),  e di un'isola amministrativa montana del comune di Mosso (oggi Valdilana).

## Toponimo
Il termine bonom o bunom in piemontese significa bonaccione e, per estensione, sempliciotto o persona non troppo acuta.

## Descrizione
La montagna è evidente rilievo di rocce ed erba situato sul crinale Sessera-Cervo e si trova circa 3 km a nord-ovest del Monticchio. Verso nord è separata dalla vicina Cima delle Guardie della Bassa del Cugnolo (1.827 m).
Mentre il versante nord-est si affaccia con pendenza uniforme sulla Valsessera, i versanti occidentale e sud-orientale sono caratterizzati da affioramenti rocciosi e sono incisi da vari valloni tributari del Cervo, a loro volta separati da costoloni, prativi a monte e coperti in basso da fitte faggete. Particolarmente rilevante è quello che punta verso sud, sul quale attorno ai 1000 metri di quota sorge Oriomosso (frazione di Campiglia Cervo); esso prende origine da un'anticima del Bonom quotata 1.805 m e separa il vallone di Rialmosso da quello di Sassaia.
Sulla cima si trova il punto geodetico trigonometrico dell'IGM denominato Cima Del Bonom  (cod. 030009).

## Escursionismo

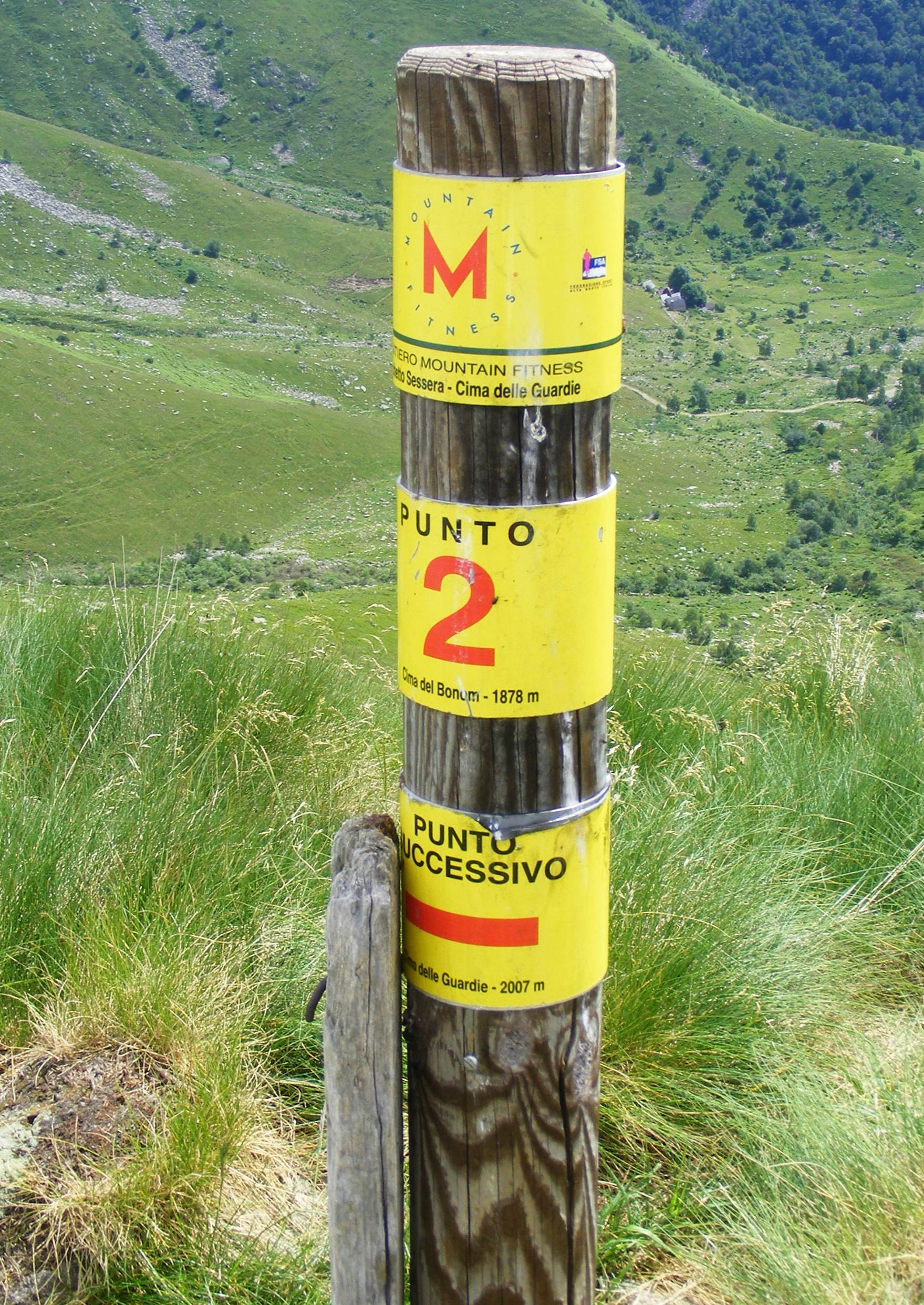
La palina dell'itinerario Mountain Fitness eretta sulla cima

È possibile raggiungere la vetta partendo dal Bocchetto di Sessera lungo la facile cresta sud-est percorsa dall'intinerario Mountain Fitness, che prosegue più a nord fino alla Cima delle Guardie.
La salita da Oriomosso lungo il costolone sud, anch'esso in parte percorso da tracce di sentiero, è decisamente meno agevole. Dalla cima del Bonom si gode di una buona vista sulla pianura biellese e sulla Valle del Cervo.

Tutta la zona fa parte dell'Oasi Zegna, nata nel 1993 per tutelare e valorizzare l'area montana compresa tra Trivero e il Bo.

La montagna è anche raggiungibile con le ciaspole.